# Měděnec
Měděnec település Csehországban, Chomutovi járásban. Měděnec Kovářská, Domašín, Klášterec nad Ohří, Kryštofovy Hamry és Perštejn településekkel határos. Lakosainak száma 145 fő (2024. január 1.).

## Népesség
A település lakosságának változását az alábbi diagram mutatja:
| Lakosok száma | 2524 | 3087 | 2603 | 270  | 282  | 137  | 150  | 139  | 141  | 145  |
|               | 1869 | 1900 | 1921 | 1961 | 1980 | 2011 | 2016 | 2019 | 2021 | 2024 |